# Apache Spark
Apache Spark – otwarte oprogramowanie będące platformą programistyczną dla obliczeń rozproszonych. Początkowo rozwijany na Uniwersytecie Kalifornijskim w Berkeley, następnie przekazany Apache Software Foundation – organizacji, która rozwija go do dziś. 

## Biblioteka MLlib
Zestaw narzędzi do uczenia maszynowego, znajdujący zastosowanie w wielu dziedzinach:
- regresja i klasyfikacja statystyczna
- obliczanie współczynnika korelacji i miary rozkładu
- analiza skupień
- optymalizacja